# Битва за Эль-Фаллуджу (2014)
Битва за Фаллуджу длилась с конца 2013 по начало 2014 годов, в результате битвы ИГИЛ и остальные суннитские повстанцы захватили город Фаллуджу. Это был один из первых городов, над которыми потеряло контроль правительство с начала кампании в провинции Анбар.

## Битва
30 декабря 2013 года иракские силы разогнали лагерь в котором протестовали сунниты. Данный инцидент разозлил многих людей. Несколько вооружённых людей атаковали армейские патрули.
2 января 2014 года ИГИЛ получило контроль над несколькими маленькими городами, расположенными недалеко от Рамади. После отступления армии с территории боевики ИГИЛ вошли в оба города. В интернете появилось много видео, на которых показаны столкновения ИГИЛ с полицией, и как ИГИЛ атакует и захватывает полицейские участки. 100 заключённых были освобождены, оружие и амуниция были захвачены и многие полицейские покинули свой пост.
По некоторым сообщениям, 3 января город полностью находился под контролем суннитских мятежников, но иракское правительство заявило, что город до сих пор под контролем Ирака. Мятежники поджигали полицейские машины и размахивали их оружием. Повстанцы подняли свой флаг в Фаллудже, установив флаги на все отделения полиции и военные посты после того, как силы безопасности покинули город .
4 января город полностью был взят боевиками ИГИЛ. Пытаясь вернуть контроль над городом, иракская армия обстреляла его с миномётов, однако в результате погибло 8 мирных жителей и было ранено 30. Как сообщалось, 60 % города находилось под контролем повстанцев. Намного позже, премьер-министр Нури аль-Малики, выступая на национальном телевидении, поклялся уничтожить «все террористические группировки». Начальник полиции провинции Анбар заявил, что иракская армия находится в пригородах Фаллуджи, однако сам город контролируется ИГИЛ. В результате переговоров суннитские племена отказались помогать иракским войскам войти в город. Иракские силы продолжили обстреливать город с соседней военной базы.

## Последствия
26 июня 2016 года иракское правительство вернуло контроль над городом.